# Evo Morales
Juan Evo Morales Ayma, född 26 oktober 1959 i Isallawi nära Orinoca i provinsen Oruro, är en boliviansk politiker som var landets president under tiden 18 december 2005 till 10 november 2019. Han var Bolivias 65:e president. Han är ledare för det socialistiska partiet MAS (Movimiento al socialismo). Han leder även en lös sammanslutning av kokaodlande bönder från landets ursprungsbefolkning som motsätter sig försöken från Bolivias och USA:s regeringar att utrota kokaodlingen.

## Biografi
Morales var den förste presidenten av indianskt (aymaraindian) ursprung i Bolivia, där folkmajoriteten tillhör ursprungsbefolkningar. Morales var dessutom den första presidenten i boliviansk historia som fått mer än 50 procent av rösterna i ett val. Sedan han tillträdde som president har Morales såväl hyllats som hånats för sin vana att bära stickade tröjor även i officiella sammanhang, något som symboliserar skillnaden mellan den traditionella kostymklädda politikereliten i Bolivia och den folkliga rörelsen som Morales leder.
I presidentvalet 2002 kom Morales på andra plats, vilket väckte stort uppseende i Bolivias politiska liv och i hela världen.
Hans politik har starka socialistiska inslag och han kämpar bland annat för att nationalisera naturtillgångarna i landet samtidigt som han gjort starka uttalanden mot korruptionen. Analfabetismen är ett annat område han lovat satsa hårt på att utrota, då 22 procent i landet varken kan läsa eller skriva.
Efter valsegern i december 2005 reste Morales till Kuba, där han mottogs av Fidel Castro. Castro har utlovat kubansk hjälp med att genomföra en 30 månaders kampanj för att lära fattiga bolivianer att läsa och skriva, sjukvårdssatsningar som riktar sig till eftersatta grupper i Bolivia samt att Kuba gratis skall stå för utbildning av tusentals bolivianska studerande.
Han installerades som president i två ceremonier, dels en aymara-ceremoni vid Titicacasjöns östra strand 21 januari 2006, och dels en mer sedvanlig presidentinstallation i La Paz 22 januari 2006.
I presidentvalet 2009 vann Morales och hans MAS-parti en jordskredsseger med över 62 % av rösterna. 12 oktober 2014 vann Morales sin tredje seger i rad då han fick 60,97 % av rösterna i presidentvalet.
2014 blev Morales världens äldste professionelle fotbollsspelare då han undertecknade ett kontrakt med den bolivianska fotbollsklubben Sport Boys Warnes.

## Morales och Zapata-fallet; missbruk av inflytande
En rad rykten om Bolivias president, Evo Morales, har florerat på sistone i det bolivianska samhället och i de sociala medierna. Veronica Smink (2016, 6 februari) skriver i BBC att detta började med att journalisten Carlos Valverde anklagade Morales för missbruk av inflytande genom att ha gynnat sin f.d partner Gabriela Zapata. Zapata arbetar som kommersiell chef i Bolivia för det kinesiska företaget CAMC Engineering Co som har kontrakt med den bolivianska staten värda över 500 miljoner US-dollar. Valverde avslöjade Morales relation med Zapata i ett TV-program kallat ”Todo por hoy” och även att de två fått en son. Valverde menar att presidenten kan ha hjälpt Zapata till sin tjänst som innebär att hon har ansvar för de största affärerna som görs i Bolivia (Smink, 2016, 6 februari).
Morales erkände relationen i ett uttalande där han sade att han träffat Zapata år 2005 när hon var 19 år gammal (paginasiete, 2016, 5 februari). Han erkände även att de fick en son tillsammans år 2007 men att han tyvärr dog; omständigheterna kring sonens bortgång nämnde han inte. Efter detta hade de, enligt Morales, vissa problem - vilka gick han inte in på - och bröt kontakten och sedan dess har han inte varit i kontakt med Zapata. Han påstår att han inte visste att Zapata arbetade för CAMC. Först när Valverde kom med denna information - lögner enligt Morales - så kontaktade han Zapata och fick då veta att hon gift sig. Morales anklagar Valverde för att vara del i ”ett smutsigt krig” som oppositionen fört mot honom inför folkomröstningen den 21 februari då det avgörs om Morales kommer kunna kandidera för presidentposten ytterligare en mandatperiod (Smink, 2016, 6 februari). I en annan artikel från BBC (2015, 26 september) läser man att den lagstiftande församlingen i Bolivia, med 2/3 stöd, i september 2015 godkände en ändring i grundlagen för att detta skulle vara möjligt och nu återstod bara att få det bolivianska folkets godkännande. Morales har, utan avbrott, innehaft presidentposten ända sedan 2006 och utan denna ändring i grundlagen vore inte ytterligare en kandidatur möjlig. Morales anklagade oppositionen för att använda hans privatliv för att attackera honom. Han påstod samtidigt att han inte har något att dölja för Bolivias befolkning (Smink, 2016, 6 februari).
Som sagt påstod Morales att han inte har haft någon kontakt med Zapata sedan 2007. Dock dröjde det inte så länge efter detta uttalande innan foton på de två tillsammans, som man påstod vara tagna under karnevalen i Oruro år 2015 publicerades på sociala medier och viraliserades (Smink, 2016, 6 februari). På detta svarade Morales att han inte visste att denna kvinna var Zapata. Hon kom, enligt Morales, fram för att ta ett foto tillsammans med honom - många vill ta en bild med presidenten hävdar han. Han sade sig ha känt igen henne men inte kunnat placera henne, först när hon vände sig om och gick förstod han att det var Zapata (paginasiete, 2016, 11 februari).

## Efter presidentskapet (2019–)

### Återvände till Bolivia

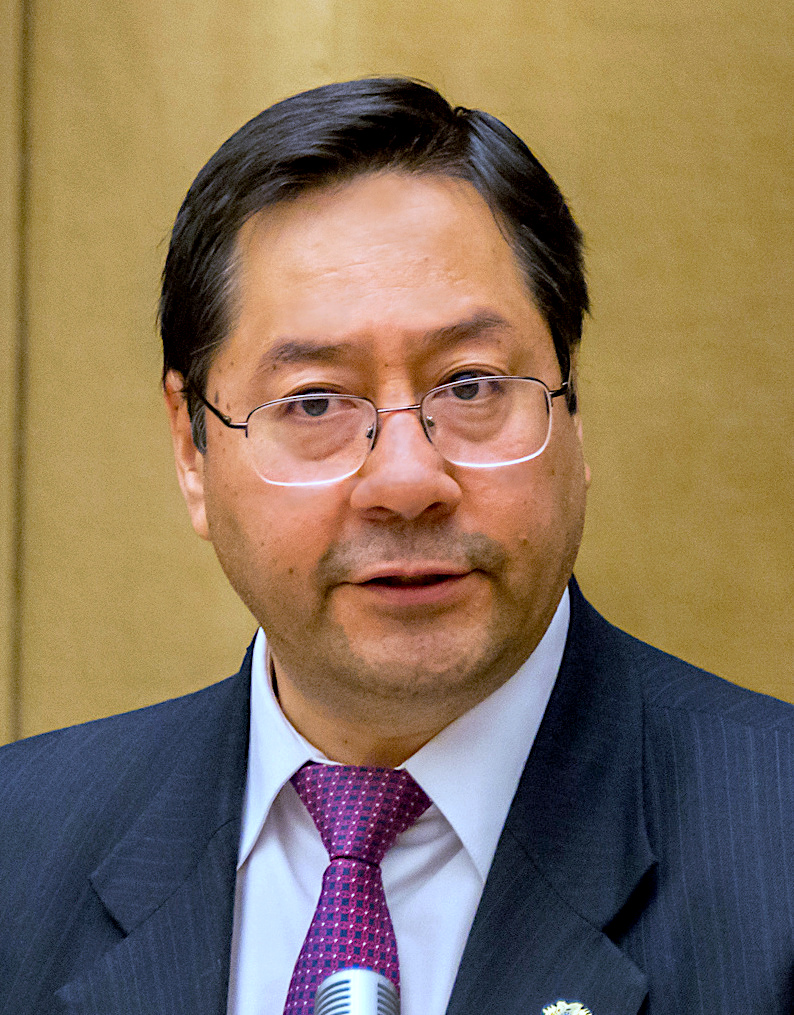
Valet av Luis Arce till Bolivias nye president 2020 möjliggjorde eller främjade Morales återvändande från sin exil.

En dag efter att den nya presidenten Luis Arce svors till ämbetet, den 9 november 2020 återvände Morales till Bolivia efter 11 månader utomlands.
Tidiga beslut fattade av Arce-administrationen såväl som MAS självt indikerade att Morales inflytande i partiet hade minskat.  I slutet av november och början av december 2020 började MAS-tjänstemän processen med att välja ut partikandidater för att ställa upp i det bolivianska regionalvalet 2021.  I fyra departement (Chuquisaca, Potosí, Cochabamba och Pando) valdes inte kandidater till guvernör som godkänts av Morales av MAS-tjänstemän.